# فرودگاه کیلال/بنچر
فرودگاه کیلال/بنچر  (به انگلیسی: Killaloe/Bonnechere Airport) یک فرودگاه تعطیل است . این فرودگاه در کشور کانادا قرار دارد و در ارتفاع ۱۸۱ متری از سطح دریا واقع شده است.